# 吉爾吉斯蘇維埃社會主義共和國國旗
吉爾吉斯蘇維埃社會主義共和國國旗（俄语：Флаг Киргизской ССР）是為蘇聯加盟共和國吉爾吉斯蘇維埃社會主義共和國使用的國旗。最後一個版本啟用於1952年12月22日。
最初的國旗左上角為國名俄語和吉爾吉斯語縮寫。最後一個版本仿照蘇聯國旗，左上角保持金边红色五角星和锤子与镰刀，中間繪有藍—白—藍橫條，比例為紅色共佔旗高三分之二，而白色條佔旗高二十分之一。其中，白色象征冰雪，蓝色象征天空和纯洁。
1991年8月31日，吉尔吉斯独立，采用新国旗。
- 吉爾吉斯自治社會主義蘇維埃共和國國旗 (1929-1937)
- 吉尔吉斯苏维埃社会主义共和国国旗 (1937-1940)
- 非正式的吉尔吉斯苏维埃社会主义共和国国旗 (1937-1940)
- 吉尔吉斯苏维埃社会主义共和国国旗 1940-1952